# Lokalsamhällesvisan
Lokalsamhällesvisan är en politisk kampvisa skriven och tonsatt 1975 av Björn Scharin och utgiven på samlingsalbumet "Gemenskap där alla behövs" från 1976. Den var vanlig i Centerpartiets ungdomsförbund på 1970-talet och 1980-talet. När den gavs ut första gången hette den "Lokalsamhällen" men namnet har därefter kommit att bli Lokalsamhällesvisan.
Lokalsamhällesvisan innehåller en sammanfattning av CUF:s hela handlingsprogram som var riktat mot miljöförstöring, centralisering och resursslöseri. Genom att Lokalsamhällesvisan presenterar ett helt politiskt program är den en ovanlig kampsång. Lokalsamhällesvisan, som sjöngs unisont på CUF:s förbundsstämmor fram till och med 1990-talet har numera minskat i bruk på grund av CUF:s distansering från 1970-talets CUF-politik. Den lever dock fortfarande kvar i rörelsen, bland annat finns det stämmobeslut på att den ska sjungas en gång på varje förbundsstämma i CUF. Den återlanserades vid Centerpartiets valkonvent 2006 i nytt arrangemang med manskör.